# Заречное (Путивльский район)
Заре́чное (укр. Зарічне; до 2016 г. Октя́брьское, до 1928 г. Вши́вка) — село, Октябрьский сельский совет, Путивльский район, Сумская область, Украина.
Код КОАТУУ — 5923886701. Население по переписи 2001 года составляло 559 человек.
Является административным центром Октябрьского сельского совета, в который, кроме того, входят сёла
Корольки и
Скуносово.

## Географическое положение
Село Заречное находится на левом берегу реки Сейм, выше по течению на расстоянии в 1 км расположено село Корольки, ниже по течению на расстоянии в 6 км расположено село Нечаевка (Бурынский район), на противоположном берегу — сёла Сафоновка и Пруды.
Река в этом месте извилистая, образует лиманы, старицы и заболоченные озёра.
Через село проходит автомобильная дорога Т-1914.

## История
- Основано в первой половине XVIII века как село Вшивка[3].
- 1928 — переименовано в село Октябрьское.
- 2016 — переименовано в село Заречное.

## Экономика
- Молочно-товарная ферма.